# Ecofont

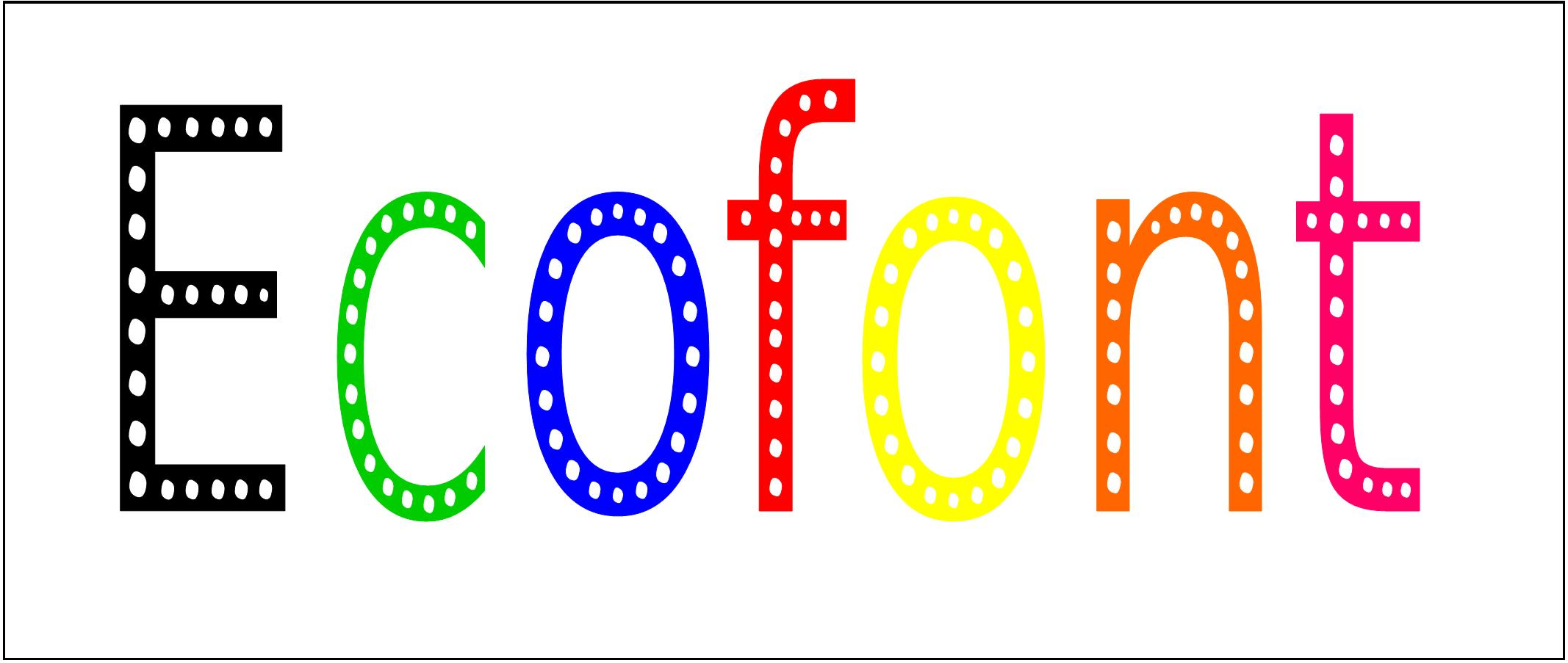
El nombre de la tipografía creada con sus mismos caracteres en distintos colores.

Ecofont es un tipo de tipo de letra de código abierto, de uso libre y gratuita, que, según afirman sus creadores, puede llegar a ahorrar hasta un 20% de tinta al imprimir documentos cuyo texto tenga ese formato. Según ellos, su fin es conseguir aumentar la conciencia ambiental.

## Historia
Ecofont ha sido desarrollada por una empresa holandesa llamada SPRANQ (en mayúsculas) a partir de una idea de Gerjon Zomer, Alexander Kraaij y Rick Van Den Bos.
La idea surgió ante la gran cantidad de tinta desperdiciada en impresiones, la cual produce un gran coste ecológico y al responder a la pregunta ¿Cuanta tinta se puede eliminar de una letra sin que pierda su legibilidad? Tras varias pruebas obtuvieron este tipo de letra que es la que, conservando la legibilidad (en un tamaño normal, entre 9 y 11 puntos), mayor ahorro de tinta produce, según aseguran

## Descripción
El tipo de letra está basado en Vera sans (una tipografía libre), es similar a la Sans serif, con la particularidad que dentro de los caracteres (letras, números y demás signos) se encuentran unos pequeños círculos en los cuales no se imprime la tinta, lo cual produce un gran ahorro.
Estos puntos, tienen el máximo tamaño que permite conservar la legibilidad y evitar confusiones o dificultad en la lectura. La empresa realizó varias pruebas hasta obtener el tamaño adecuado de los mismos.
Su uso es libre y gratuito pudiendo descargarse desde la página Web de la empresa. Está disponible para PC y se adapta a Windows y Linux. Funciona mejor con Open Office, Apple Works y Microsoft Office 2007. Los creadores recomiendan usar impresoras láser que mejoran los resultados de impresión al usar este tipo de letra.
El nombre del archivo de la tipografía, al almacenarse en la capeta de tipografías es: Spranq_eco_sans_regular.ttf.

## Problemas al usar ecofont
Al usar tamaños mayores a 9-11 puntos se comienzan a notar los círculos internos, por ello se recomienda los tamaños anteriores. Si usas Windows puedes optar por usar ClearType.
No dispone de serifa (adornos tipográficos que se usan, habitualmente, en tipografía comercial), aunque, como informa SPRANQ, la Verdana tampoco, y se usa habitualmente con fines comerciales en impresión.